# Миколай Потоцький (генеральний староста)
Миколай Потоцький (пол. Mikołaj Potocki; 1626 — 1676, маєток Стрільче поблизу Дубного) — польський шляхтич, урядник, військовий діяч Речі Посполитої. Син великого коронного гетьмана Миколая Потоцького.

## Життєпис
Народився 1626 року. Син великого коронного гетьмана Миколая Потоцького та його першої дружини Зофії з Фірлеїв, молодший брат Пйотра, Стефана Потоцьких.
1649 р. брав участь у битві під Зборовом з «людом своїм» (ймовірно, надвірним військом). 1650 р., коли родина не могла викупити в татар батька та Адама Єроніма Сєнявського, був заручником. Через тривалий час збору грошей вірменський гонець Речі Посполитої Ромашкевич мав план викрадення М. Потоцького, який не вдалося реалізувати. Остаточно викупили його багаті неаполітанські, вірменські, турецькі купці (за його ініціативою, Галицький сеймик в інструкції послам 29 липня 1668 прохав надати шляхетство одному з них — Піроселі Баласйоні). Після повернення з полону вимагав у вдови А. Є. Сенявського повернення коштів; за посередництва коронного канцлера Єжи Оссолінського, коронного підчашого Миколая Остроруга, судових вироків вона заплатила 60000 злотих.
Капітуляція фортеці Кам'янця-Подільського викликала обурення в Речі Посполитій. Голомбські конфедерати неодноразово домагались покарання відповідальних за її здачу туркам. Ян III Собеський мав з ним конфлікт, критикував його в першій половині 1672 р. через занедбання підготовки до оборони фортеці, його військове вміння.
Посади (уряди): 1664 р. — Подільський генеральний староста (або з 5 квітня 1662), староста черкаський, летичівський, кам'янецький (22 лютого 1661 Ян Собіпан Замойський зрікся посади, став після нього), як смотрицький згаданий в 1661-1665 рр., комендант фортеці Кам'янця-Подільського в 1672 р.
Невідомо, чи одідичив по батьку маєтності в Єзуполі та околицях. 1672 р. з братом Домініком поділили спадок брата Якуба, який помер 1671 року. (тоді мав отримати Єзупіль). Був ялмужником кармелітів босих в Кам'янці-Подільському, за згодою короля Міхала Корибута Вишневецького переказав їм певні суми і маєтки Кам'янецького староства.
Помер 1676 року у своєму маєтку Стрільче (пол. Strzelcze) поблизу Дубного, де й був похований).

### Сім'я
Був одружений уперше з Катажиною Вибрановскою (шлюб після 1656 р.). Вдруге перед 1670 р. одружився з кальвіністкою Зофією Свентославою Дунін-Раєцькою, вдовою брест-литовського підкоморія Владислава Лещинського та смоленського воєводи Адама М. Саковича. Дорослих дітей в шлюбах не мав.